# Nicolò Minato
Nicolò Minato (Bergamo, 1627 circa – Vienna, 28 febbraio 1698) è stato un poeta, librettista e impresario teatrale italiano.
La sua carriera può essere suddivisa in due parti: gli anni trascorsi a Venezia, dal 1650 al 1669, e gli anni di Vienna dal 1669 alla sua morte.

## Biografia
Minato è molto noto per la sua ampia produzione di libretti per l'opera. In totale ne scrisse più di 200. La sua carriera iniziò con Orimonte, scritto nel 1650 per Francesco Cavalli. In quel periodo egli esercitava prevalentemente la professione di avvocato e soltanto una decina di anni dopo la abbandonò per dedicarsi a tempo pieno alla scrittura e all'attività di impresario teatrale. Minato fu anche membro di diverse accademie letterarie fra le quali, assieme a Busenello, l'Accademia degli Imperfetti, un gruppo che dedicava i suoi studi alla giurisprudenza contemporanea e classica. Scrisse 11 libretti per compositori veneziani, la maggior parte per Cavalli, che per i primi lavori si era avvalso della collaborazione di Antonio Sartorio. Nel 1665 divenne una preminente figura nella gestione del Teatro San Salvador, ma nel 1669 lasciò Venezia per Vienna dove divenne poeta di corte dell'imperatore Leopoldo I d'Asburgo.
A Vienna scrisse più di 170 libretti, circa cinque per anno, spaziando dall'opera seria alla festa teatrale. Oltre che scrittore di testi profani, Minato fu anche un prolifico scrittore di testi a carattere sacro, spesso descritti come oratori. Ne scrisse con grande copiosità per spettacoli dati in occasioni speciali - compleanni di membri della famiglia reale, per esempio, o in occasione della quaresima, feste o matrimoni. Minato è stato un librettista popolare e dopo la sua morte le sue opere sono state spesso riprese da compositori come Johann Adolf Hasse, Händel, Giovanni Bononcini e Telemann.